# King Motor Vehicle Company
King Motor Vehicle Company war ein US-amerikanischer Hersteller von Automobilen.

## Unternehmensgeschichte
Der Konstrukteur Ralph King gründete 1908 das Unternehmen. Der Sitz war in Auburn in Indiana. Er begann mit der Produktion von Automobilen. Der Markenname lautete King. Im gleichen Jahr endete die Produktion.
Es gab keine Verbindungen zu King und zur King Motor Car Company, die vorher bzw. nachher den gleichen Markennamen benutzten.

## Fahrzeuge
Im Angebot stand nur ein Modell. Es wird als Motor Buggy beschrieben.